# Centroglossa greeniana
Centroglossa greeniana là một loài thực vật có hoa trong họ Lan. Loài này được (Rchb.f.) Cogn. mô tả khoa học đầu tiên năm 1904.